# 川本隆一
川本 隆一（かわもと りゅういち、1952年10月8日-  ）は、日本の経営者。INAX社長を務めた。愛知県出身。

## 来歴・人物
1976年に早稲田大学理工学部を卒業し、同年に伊奈製陶(のちのINAX)に入社。2006年に専務に就任し、2007年6月には社長に昇格した。2011年6月に住生活グループ副社長に就任。2016年6月にLIXIL副社長に就任。2018年6月にLIXILグループ取締役に就任。2020年4月にLIXILグループ監査役に就任。